# USS Oyster Bay (AGP-6)
La USS Oyster Bay (codice alfanumerico AGP-6) è stata una nave appoggio idrovolanti della United States Navy, appartenente alla classe Barnegat. Era stata concepita per installare e attrezzare stazioni e ancoraggi per idrovolanti, in posti remoti e poco difesi, e per questo era dotata di un armamento pesante rispetto al suo ruolo. Divenne poi nave appoggio per le motosiluranti statunitensi, PT boat. Venne trasferita alla Marina Militare il 23 ottobre 1957, che la riclassificò nave appoggio degli incursori del Comando subacquei e incursori "Teseo Tesei" con il nuovo nome di Pietro Cavezzale e distintivo ottico A 5301: il nome era in onore del marinaio elettricista Pietro Cavezzale, decorato postumo di medaglia d'oro al valor militare dopo la battaglia di Lero.
In disarmo nell'ottobre 1993, fu radiata il 31 marzo 1994 e venduta per demolizione nel febbraio 1996.